# 야마가타현 선거구
야마가타현 선거구(일본어: 山形県選挙区)는 일본의 참의원 선거구이다.

## 선거구 정보
| 지역      | 야마가타현 전역        |
| 의원 정수 | 2명 (개선 정수 1명)    |
| 유권자 수 | 898,671명 (2022년 9월) |

## 역대 의원
| 홀수회                       | 홀수회        | 짝수회        | 짝수회                         |
| 의원                         | 선거          | 선거          | 의원                           |
| ---------------------------- | ------------- | ------------- | ------------------------------ |
| 고스기 시게야스 (무소속)     | 1947년 제1회  | 1947년 제1회  | 오가타 로쿠로베 (무소속)       |
| 고스기 시게야스 (무소속)     |               | 1950년 제2회  | 고바야시 마타지 (일본사회당)   |
| 운노 사부로 (사회당 좌파)    | 1953년 제3회  |               | 고바야시 마타지 (일본사회당)   |
| 운노 사부로 (사회당 좌파)    |               | 1956년 제4회  | 마쓰자와 야스스케 (일본사회당) |
| 무라야마 미치오 (자유민주당) | 1959년 제5회  | 1959년 보궐   | 시라이 이사미 (자유민주당)     |
| 무라야마 미치오 (자유민주당) |               | 1962년 제6회  | 시라이 이사미 (자유민주당)     |
| 이토 고로 (자유민주당)       | 1965년 제7회  |               | 시라이 이사미 (자유민주당)     |
| 이토 고로 (자유민주당)       |               | 1968년 제8회  | 시라이 이사미 (자유민주당)     |
| 이토 고로 (자유민주당)       | 1971년 제9회  |               | 시라이 이사미 (자유민주당)     |
| 이토 고로 (자유민주당)       |               | 1974년 제10회 | 아비코 도키치 (자유민주당)     |
| 후루야 게이기 (자유민주당)   | 1977년 제11회 |               | 아비코 도키치 (자유민주당)     |
| 후루야 게이기 (자유민주당)   |               | 1980년 제12회 | 아비코 도키치 (자유민주당)     |
| 후루야 게이기 (자유민주당)   | 1983년 제13회 |               | 아비코 도키치 (자유민주당)     |
| 후루야 게이기 (자유민주당)   |               | 1986년 제14회 | 스즈키 데이빈 (자유민주당)     |
| 호시카와 야스마쓰 (연합회)   | 1989년 제15회 |               | 스즈키 데이빈 (자유민주당)     |
| 호시카와 야스마쓰 (연합회)   |               | 1992년 제16회 | 스즈키 데이빈 (자유민주당)     |
| 아베 마사토시 (무소속)       | 1995년 제17회 |               | 스즈키 데이빈 (자유민주당)     |
| 아베 마사토시 (무소속)       |               | 1998년 제18회 | 기시 고이치 (자유민주당)       |
| 아베 마사토시 (자유민주당)   | 2001년 제19회 |               | 기시 고이치 (자유민주당)       |
| 아베 마사토시 (자유민주당)   |               | 2004년 제20회 | 기시 고이치 (자유민주당)       |
| 후나야마 야스에 (민주당)     | 2007년 제21회 |               | 기시 고이치 (자유민주당)       |
| 후나야마 야스에 (민주당)     |               | 2010년 제22회 | 기시 고이치 (자유민주당)       |
| 오누마 미즈호 (자유민주당)   | 2013년 제23회 |               | 기시 고이치 (자유민주당)       |
| 오누마 미즈호 (자유민주당)   |               | 2016년 제24회 | 후나야마 야스에 (무소속)       |
| 하가 미치야 (무소속)         | 2019년 제25회 |               | 후나야마 야스에 (무소속)       |
| 하가 미치야 (무소속)         |               | 2022년 제26회 | 후나야마 야스에 (국민민주당)   |

## 최근 선거 결과

### 2016년 (제24회)
|  | 59.05% |

|  | 38.34% |

|  | 2.61% |

### 2019년 (제25회)
|  | 50.24% |

|  | 47.28% |

|  | 2.48% |

### 2022년 (제26회)
|  | 48.96% |

|  | 44.05% |

|  | 3.59% |

|  | 2.09% |

|  | 1.31% |

## 같이 보기
- 야마가타현 제1구
- 야마가타현 제2구
- 야마가타현 제3구